# Maria von Schmedes
Maria von Schmedes (née le 6 octobre 1917 à Mödling, morte le 23 février 2003 à Salzbourg) est une chanteuse autrichienne.

## Biographie
Après des études de chant et de comédie à Vienne, Maria von Schmedes apparaît à l'ancienne Philharmonie de Berlin en 1939. Elle interprète la chanson optimiste Es geht alles vorüber (musique de Fred Raymond, interprétée pour la première fois par Lale Andersen). Elle se fait connaître avec des Wienerlieden et du schlager en dialecte viennois, dont des chansons d'Alexander Steinbrecher, Ralph Benatzky, Karl Föderl, Ludwig Schmidseder et Hans Weiner-Dillmann. Elle écrit certaines de ses chansons. De 1942 à 1943, elle fait partie du Kabarett der Komiker dirigé par Willi Schaeffers.
Elle fait des enregistrements jusqu'à la fin des années 1950. Au début des années 1960, elle cesse de donner des prestations. Elle s'installe à Salzbourg en 1963, épouse l'historien Hans Sedlmayr avec qui elle a une fille.

## Discographie
- Ich kenn ein kleines Wegerl im Helenental (1940; M/T: Alexander Steinbrecher)
- Wie man in Wien sagt (1940; M: Fred Raymond, T: Max Wallner et Kurt Feltz; Polydor)
- Unter einem Regenschirm am Abend (1941; M: Alexander Steinbrecher; Grammophon)
- Flüstre, Peter (1941; Maria von Schmedes; Grammophon)
- Mein Sonntagsvergnügen (1942; Jupp Schmitz/Klaus S. Richter; Polydor)
- Es geht alles vorüber, es geht alles vorbei (1942; M: Fred Raymond; T: Max Wallner und Kurt Feltz; Grammophon)
- Es waren drei gute Kameraden (1942; M: Fred Raymond; T: Aldo von Pinelli; Grammophon)
- Hein Mück (1942; Willy Engel-Berger/Charles Amberg; Polydor)
- Ich freu' mich schon so auf die Liebe (1942; Alexander Steinbrecher; Polydor)
- Im Paradeisgartl (1943; Ralph Benatzky; Siemens - Deutsche Grammophon)
- Franzl, ich hab' einen Auftrag für dich (1943; M: Ludwig Schmidseder, T: Erich Meder; Siemens - Deutsche Grammophon)
- Zum Abschied reich' ich dir die Hände (M: Karl Bette, T: Peter R. Holm)
- Babdadu (1947; M: Ernst Landl, T:Max Schinko/Peter Wehle; Harmona)
- Hallo, Baby, Mademoiselle 1948; Chapiro/Marbot/Karlick; Harmona/Polydor)
- St. Peter (Maria von Schmedes; Polydor)
- I hab rote Haar (1948; M: Florens von Nordhoff, T: Erich Meder; Austroton; Harmona)
- Da geh' ich durch die Straßen (1948; Austroton; Harmona)
- Chi Baba, Chi Baba (1948; David/Livingston/Hoffman/Norbert von Siber; Harmona)
- Wenn die Sonnenblumen blühn (1948; Austroton, Elite Special)
- Ein Chanson aus Paris (1948; Harmona)
- Schneeglöckerl, Maiglöckerl (1949; M: Ludwig Schmidseder, T: Erich Meder; Austroton)
- Wenn mein Herr Willi aus der Schule kommt (1949; M: Heinz Zeisner, T: Fritz Jahn/Erich Meder; Harmona)
- Wenn ich Geburtstag hab' (1949; M.Richard Priesnitz; Harmona)
- Ich brauche keine Mondscheinnacht (1949; Harmona)
- Guten Morgen (1949; M: Richard Priessnitz, T:Maria von Schmedes; Harmona)
- Ich hab nur ein Hemd (1949; M: Gerhard Winkler, T: Ralph Maria Siegel, Harmona - Austroton)
- Laternchen, Laternchen, Laternchen (1949; Heino Gaze; Harmona - Austroton; Elite Special)
- I kann net bügeln (1950; Toni Sulzböck/Else Brée/Johannes Fehring; Decca)
- Wenn mich nur der Michel möcht (1950; Peter Igelhoff/Richter; Decca)
- Laß' mich nie mit Dir allein (1951; Harmona)
- Ich zähl' mir's an den Knöpfen ab (1951; M: Franz Grothe, T: Willy Dehmel; Harmona)
- Auf der Milchstraße (1951; Philips)
- Küß' die Hand (1951; Philips)
- Ich möcht' gern dein Herz klopfen hör'n (1952; Ralph Maria Siegel; Polydor)
- Es könnte ja alles so schön sein (1952; M: Peter Igelhoff/Doll/Bedova; Polydor)
- Hei Lili (Das schönste Glück auf der Erde) (1952, M: Bronisław Kaper, T: Helen Deutsch; Harmona)
- Du darfst nicht traurig sein (1952; Arturo Casadei/Heinz Woezel; Harmona)
- Mutter, ich hab' eine Bitte an Dich (1952; Friedl Althaller/Gerda Klimek; Harmona)
- Jeden Abend vor dem Schlafengeh'n (1952; Aldo von Pinelli/Karl Bette; Harmona)
- Eine rosarote Kuh (sous le nom de Ruth Sommer, 1952; Harmona)
- Schuster, bleib bei deinen Leisten (sous le nom de Ruth Sommer, 1952, Harmona)
- Just take my hands and please don't cry (1953; Harmona)
- Wenn du mir sagst (1953; Toni Sulzböck/Max Reindl; Harmona)
- Von Lech bis St. Anton (1953; Harmona)
- Kaffeehäferl-Ländler (M: Karl Föderl, T: Hochmuth/Werner; Harmona)
- Zwischen Simmering und Favoriten (Alexander Steinbrecher; Austroton)
- Drei Ochsen (1955; Bachrich/Gärtner; Decca)
- Mein Schatz is a Jager im Wald (1955; Schiebel/Finta/Marberg; Decca)
- Herzlieber Bua (1955; Grünewald/Schmidt; Decca)
- Kleines Edelweiß (K. G. Neumann; Decca)
- Der Gemsjäger (Frank Midi; Decca)
- Wenn in Tirol ein Dirndl küßt (Borschel/Zimm; Decca)
- Bauern Boogie (1956; Lang/Erich Meder; Decca)
- Amor, bitte schieß´ doch mal (1956; de Weille/Brandin; Decca)
- So kann das doch nicht weitergeh'n (1957; Decca)
- Ich wünsch' mir eine Hochzeit wie im Märchen (1957; Heinz Reinfeld/Heinrich Reinsch; Decca)
- Leise klingen Hochzeitsglocken (1957; Jan Lüders/Fred Seltzer)
- Der Berliner Jemsenjäger (Volkslied; Decca/Polydor)
- Wennst in Himmel (Volkslied; Polydor)
- Der Platz neben meinem Kopfkissen (Polydor)
- Ich fürcht' mich so! (Odeon)
- Mein Herz ist ein Schiff ohne Hafen (M: Frank Fox, T: Erich Meder; Austroton)
- Fensterl-Walzer (Polydor)
- A kleins Laternderl (M: Waldemar Gibisch, T: Ludwig Henze; Polydor)
- Sei lieb zu mir (Harmona)
- Stop, seh'n Sie nicht das rote Licht? (Harmona)
- Heidrun (Bringt dich Mutter zur Ruh')
- Ich nehm' mein Herz in meine beiden Hände (M: Fred Raymond, T: Hans Krause-Margraf; Polydor)
- Ich fürcht' mich so (Frank Subert; Austroton)
- Kerzenlichtwalzer (Harmona)
- Zwischen Hamburg und Haiti (Werner Eisbrenner/J. M. Frank)
- Denk an mich (B. Bergantine/N. Wilke; Austroton)
- In Paris da fließt die Seine (G. Lafarge/N. Wilke; Austroton)
- Im Zimmer nebenan (Günter Neumann)
- Da geh' ich durch die Straßen (von Schmedes; Austroton)
- Es ist ein Abschied nur für heut' (M: Emmerich Zillner, T: Hans Werner; Elite Special/Odeon)
- Mit zwei Augen wie den Deinen (T/M: Artur Beul; Elite Special/Odeon)
- Domino (Louis Ferrari, Ralph Maria Siegel; Odeon)
- Sie können ganz beruhigt sein (Neubrand/Ferrer; Decca)
- Das Schönste auf der Welt (Ferrer; Decca)
- Oh Susanna (Stephen Foster/Hillmann; Harmona)

## Filmographie
- 1940 : Nanette
- 1942 : Viel Lärm um Nixi

## Source de la traduction
- (de) Cet article est partiellement ou en totalité issu de l’article de Wikipédia en allemand intitulé « Maria von Schmedes » (voir la liste des auteurs).